# 詞彙功能語法學派
詞彙功能語法學派是理論語言學中形式主義學派的一支，由瓊安‧布萊斯南（Joan Bresnan）和羅納‧卡布藍（Ronald M. Kaplan）兩位語言學家所創，核心的語言學理論是詞彙功能語法（Lexical-Functional Grammar, LFG），學派的大本營在美國的史丹佛大學。